# I LOVE THE WORLD
「I LOVE THE WORLD」（アイ・ラブ・ザ・ワールド）は、UVERworldの28枚目のシングル。2015年8月26日にgr8!recordsから発売された。

## 概要
前作「僕の言葉ではない これは僕達の言葉」からおよそ3か月ぶりとなる2015年第二弾シングル。表題曲「I LOVE THE WORLD」は、オンラインゲーム『ドラゴンネスト』リニューアルテーマソングに使用された。初回限定盤には、2015年に横浜アリーナで行われた男祭りより、「7th Trigger」「Wizard CLUB」のマルチアングルライブ映像が収録されている。
本作のリリースは2015年7月21日に東京のTSUTAYA O-EASTで行われた全国ツアー『UVERworld LIVE TOUR 2015』の初日公演にてTAKUYA∞から発表された。
制作にあたり念頭に置いたことは、「UVERworldの世界を外に向けて発信していくこと」だったという。雑誌ROCKIN'ON JAPANにて「これからUVERworldはどういう存在になっていきたいか」という質問に対しTAKUYA∞は「UVERworldを勘違いしている人たちに対して、彼らの思いをひっくり返してやろうという気持ちではなく、今のUVERworldの幸せな空間を彼らにも届くように発信していきたい。ROCK IN JAPAN FESTIVALなどのフェスを通して『ライブめちゃめちゃかっこよかったです』と言ってくれた人と本気で握手できるし、そういう時間を楽しみたい」と述べた。余計なものと戦わず、その分1曲1曲を深く模索できるようになり、楽曲もいい意味で変化していると語っている。

## 収録内容
| 全作詞・作曲: TAKUYA∞、全編曲: UVERworld / 平出悟。 |                                |         |            |      |
| #                                                   | タイトル                       | 作詞    | 作曲・編曲 | 時間 |
| 1.                                                  | 「I LOVE THE WORLD」           | TAKUYA∞ | TAKUYA∞    | 4:38 |
| 2.                                                  | 「PRAYING RUN」                | TAKUYA∞ | TAKUYA∞    | 6:16 |
| 3.                                                  | 「CHANCE!04 (Memorial Track)」 | TAKUYA∞ | TAKUYA∞    | 4:38 |
| 合計時間:                                           | 合計時間:                      | 15:32   |            |      |

| #  | タイトル                                                                        | 作詞 | 作曲・編曲 |
| -- | ------------------------------------------------------------------------------- | ---- | ---------- |
| 1. | 「7th Trigger (from KING'S PARADE at Yokohama Arena Live Special Multi Angle)」 |      |            |
| 2. | 「Wizard CLUB (from KING'S PARADE at Yokohama Arena Live Special Multi Angle)」 |      |            |
| 3. | 「UVERworld KING'S PARADE at Yokohama Arena Trailer」                           |      |            |

## 楽曲解説
1. I LOVE THE WORLD
「ライブで踊れる曲がほしい」というコンセプトをもとに、プログレッシブ・ハウスのサウンドを貪欲に取り入れた楽曲[3]。TAKUYA∞が好む、アメリカのクラブミュージックの音像がUVERworldに還元されるようになり、この曲が生まれたのもある種の「挑戦」ではなく、楽しんで作ったものの延長であると語っている[2]。酸いも甘いもある世界をそれも含めて愛していきたいという思いが込められている[4]。大喜多正毅監督によるミュージック・ビデオが制作され、2015年8月19日にYouTubeにて公開された。撮影は某クラブにて行い、エキストラとして数百名のCrewが参加した。仮タイトルは「MONSTER」。高音ボーカルは有坂美香。
2. PRAYING RUN
TAKUYA∞が日課としている「毎日10キロ走る」ことへの思いをつづった楽曲。イントロの呼吸音や足音はTAKUYA∞本人のもの。曲名のとおり「祈りながら走る」ことがTAKUYA∞の日課であり「どうやったらUVERworldはこれ以上上に行けるのか」「もっといい曲がほしい」という思いから走っているという。UVERworldが常に華やかなところで過ごしているわけではなく、今も何かにしがみつきながら、さらに高みを目指している姿を知っているファンにこそ伝わる曲である、とTAKUYA∞は語っている[2]。
中村哲平監督によるミュージック・ビデオが制作され、2015年9月13日にYouTubeにて公開された。曲の世界観に合わせ、夢に破れたボクサーが再び立ち上がる姿を描いたドラマ仕立てとなっている。ROCK IN JAPAN FESTIVAL 2016にて披露された。
3. CHANCE!04 (Memorial Track)
2ndシングル『CHANCE!』の原型であり、インディーズ時代に録音された楽曲。リミックス等は施さず2003年当時とまったく同じ音源が収録されている[5]。

## 参加ミュージシャン
UVERworld
- TAKUYA∞：Vocal
- 克哉：Guitar
- 彰：Guitar
- 信人：Bass
- 真太郎：Drums
- 誠果：Sax

Support Musician
- 中西康晴：Piano (#2)
- 有坂美香：Femele Voice (#1)

## 収録アルバム
1. I LOVE THE WORLD
  - 9thスタジオ・アルバム『TYCOON』
2. PRAYING RUN
  - 9thスタジオ・アルバム『TYCOON』
  - 2ndベスト・アルバム『ALL TIME BEST -MEMBER BEST-』
3. CHANCE!04 (Memorial Track)
  - なし